# Surinaamse schaduwverkiezingen 1973
Er werden in 1973 Surinaamse schaduwverkiezingen gehouden  in de Bijlmermeer in Amsterdam. De schaduwverkiezingen vonden op 19 november plaats, dezelfde dag als de parlementsverkiezingen van 1973 in Suriname.

## Stemverdeling
De verkiezingen werden georganiseerd door het Caraïbisch Centrum. 437 Amsterdamse Surinamers brachten hun stem uit. De uitslag week sterk af van de uitslag in Suriname, met 325 stemmen voor de Nieuwe Partij Kombinatie (NPK) en 35 voor de Vooruitstrevende Hervormings Partij (VHP). Bij een zetelverdeling van 39 zou dit zijn neerkomen op respectievelijk 29 en 3 zetels, terwijl bij de verkiezingen in Suriname een verdeling te zien was van respectievelijk 22 en 17 zetels.
Het verschil wordt verklaard door de spreiding van Surinamers over Nederland, omdat relatief veel Creolen naar Amsterdam en Hindoestanen naar Den Haag waren verhuisd. De Hindoestaanse Surinaamse Revolutionaire Beweging INSAAF uit Den Haag noemde de schaduwverkiezingen in Amsterdam daarom een "grove misleiding".

## Houding tegenover onafhankelijkheid
Naast een stem op het parlement kon er ook gestemd worden over de Surinaamse onafhankelijkheid, die in 1973 nog geen feit was. In de Bijlmermeer kozen 295 Surinamers (67,5%) voor de onafhankelijkheid op een zo kort mogelijke termijn, 49 (11,2%) waren tegen en de overige 60 (13,7%) hadden geen mening. Daarnaast antwoordden 310 mensen (70,9%) dat zij de Surinaamse nationaliteit zouden aannemen als Suriname onafhankelijk zou worden.
Ook dit beeld was volgens INSAAF vertekend omdat veel meer Hindoestanen tegen onafhankelijkheid waren. Dat de verdeeldheid groot was, en het aantal voor- en tegenstanders ongeveer even groot, bleek later in de Staten van Suriname, toen drie leden de Nationale Partij Suriname (NPS) verlieten waardoor de voorstemmers de meerderheid verloren. Het was de overstap medio oktober 1975 van George Hindori (VHP) naar de Hindostaanse Politieke Partij (HPP), waardoor de stemverdeling weer omsloeg en premier Henck Arron alsnog voldoende stemmen had voor de onafhankelijkheid.